# 友恵温香
友恵 温香（ともえ はるか、2001年6月13日 - ）は日本のタレント・YouTuberで、雑誌「bis」から派生したインフルエンサーユニット「bis LEADERS」のメンバーである。
「MISS CIRCLE CONTEST 2021」グランプリ。

## 来歴
小学6年生の時に見た雑誌「JSガール」がきっかけでモデルを志し、読者モデルに応募し合格するも、雑誌の初回撮影日が小学校の運動会と被り参加できなかった。
以降、モデル活動からは距離を置いていたが、モデルの夢が捨て切れず、家族には内緒で「MISS CIRCLE CONTEST 2021」に応募。大学の実習と配信期間が被るなどの困難を経て、見事グランプリを獲得した。
2023年4月15日（14日深夜）からフジテレビ系列で生放送されているバラエティ番組「オールナイトフジコ」で番組内での現役女子大生によるユニット「フジコーズ」として活動。
2023年12月13日に発売されるフジコーズのデビューシングル「ウェーイTOKYO」ではセンターとフジコーズの初代リーダーを務める。
2023年11月23日に放送されたドラマ「いちばんすきな花」（フジテレビ）に出演。女優デビューを果たした。
2024年3月に関西医科大学を卒業。これを機に同年3月22日放送の「オールナイトフジコ」及び3月29日に開かれた番組イベント「フジコーズ卒業式2024」をもってフジコーズの初代リーダーを卒業した。なお、後任の2代目リーダーには2期生の藤本理子が就任する。
2024年3月23日に自身のSNSで看護師と保健師の国家試験に合格したことを報告した。

## 人物
- あだ名はジュニア（高校時代、身長が低いことから友人に付けられた）
- 好きな食べ物はみかん・おつまみ系・チョコで特にみかんは親のアルバムによると、生後8ヶ月頃から好きだったという。[8]
- 趣味はアニメを見ることと削り絵
- 特技はピアノとエレクトーンで絶対音感の持ち主[9]
- 学生時代は吹奏楽部に所属し、クラリネットを担当していた
- 「オールナイトフジコ」で共演している笠野咲藍とは番組開始前から仲が良い
- 2023年6月6日発売の写真週刊誌「FLASH」にて「オールナイトフジコ」の番組内でじゃんけんにて選ばれた雨宮凜々子・今井陽菜・笠野咲藍・和智日菜子と共に初の水着グラビアを披露した[10]。
- 将来の夢は看護師兼タレント
- 今後出演してみたい番組は「バナナサンド」（TBS）の「ハモリ我慢ゲーム」[8]

## 出演

### テレビ
- オールナイトフジコ（2023年4月15日 - 2024年3月23日、フジテレビ） - フジコーズとして
- 2023 FNS歌謡祭 第2夜（2023年12月13日、フジテレビ） - フジコーズとして
- ミュージックジェネレーション（2023年12月21日、フジテレビ） - 再現VTRに出演[11][12][13]

### ドラマ
- いちばんすきな花 第7話（2023年11月23日、フジテレビ） - 蛭間 役[14][15]

### ラジオ
- オレたちゴチャ・まぜっ!〜集まれヤンヤン〜（MBSラジオ） - ヤンヤンガールズ14期生

### イベント
- TGCフェス山梨2023（2023年10月21日、河口湖ステラシアター）[16]
- BIWAFES2024（2024年2月4日、ボートレースびわこ）
- オダイバ!!超次元音楽祭フユフェス2024（2024年2月24日・25日、ぴあアリーナMM）
- マイナビTOKYO GIRLS COLLECTION 2024 SPRING/SUMMER（2024年3月2日、代々木第一体育館）[17]
- AGESTOCK2024（2024年3月3日、代々木第一体育館）